# Дербисов, Еркешбай Жайлаубаевич
Еркешбай Жайлаубаевич Дербисов (каз. Еркешбай Жайлаубайұлы Дербісов 1 сентября 1941, с. Коян-Кус, Илийский район, Алматинская область, Казахская ССР - 14 сентября 2000 Алматы) — министр финансов Республики Казахстан. Государственный советник таможенной службы 2-го ранга.

## Биография
Дербисов Еркешбай Жайлаубаевич родился 1 сентября 1941 в селе Коян-Кус Илийского района Алма-Атинской области. По национальности казах. Происходит из рода жаныс племени дулат

### Образование
В 1966 году окончил Алма-Атинский институт народного хозяйства по специальности экономист.

### Трудовая деятельность
После окончания средней школы Еркешбай Дербисов начал трудовую деятельность учеником слесаря на Алма-Атинском молочном комбинате. В период 1959–1961 годах он работал на плодоовощном комбинате, занимался бурением, был коллектором в Институте геологических наук. 
С 1966 года после окончания Алма-Атинского института народного хозяйства по специальности «экономика» началась его многолетняя служба в системе Министерства финансов Казахской ССР. За 20 лет он прошёл путь от экономиста до первого заместителя министра, занимая должности старшего экономиста, начальника отдела, главного специалиста, руководителя управления.
1990 год — председатель Государственного комитета Казахской ССР по ценам.
В 1991–1992 годах — начальник Главной государственной налоговой инспекции Республики Казахстан, первый руководитель налоговой службы суверенного Казахстана. 
12 ноября 1992 — октябрь 1994 — министр финансов Республики Казахстан.
В 1994–1995 годах — заместитель управляющего делами Кабинета Министров Республики Казахстан.
В 1995–1996 годах — председатель Таможенного комитета при Кабинете Министров Республики Казахстан.
В 1996–1999 годах — начальник Государственного хранилища ценностей Национального банка Республики Казахстан.
В 1999–2000 годах — директор Центра кассовых операций и хранения ценностей Национального банка Республики Казахстан.
В 2000 году - председатель Комитета финансового контроля Министерства финансов Республики Казахстан.
Также был президентом Палаты аудиторов Республики Казахстан и членом консультативных экономических органов.

### Период работы министром финансов
12 ноября 1992 года указом Президента Н. Назарбаева Еркешбай Дербисов был назначен министром финансов Республики Казахстан.
Его деятельность пришлась на один из самых критических этапов в истории страны — переход от рублевой зоны к собственной валюте и становление новой финансовой архитектуры государства.
- Введение национальной валюты — тенге

15 ноября 1993 года под руководством Дербисова и совместно с Национальным банком была осуществлена историческая операция по замене рубля на казахстанский тенге.
- Финансовая централизация

В период его руководства было принято решение об объединении Главного таможенного управления с Министерством финансов, а Главная налоговая инспекция вошла в состав центрального аппарата Минфина.
- Нормативно-правовая база

26 июля 1993 года министр утвердил «Устав о дисциплине работников государственного таможенного контроля Республики Казахстан», ставший основой этики и профессионализма таможенной службы.

## Научно-технический вклад
Автор книг:
- «Диалоги о бюджете переходного периода» (1994)
- «Финансы Казахстана: между прошлым и будущим» (1997)

## Награды
Орден Дружбы народов. 
Медали и почётные грамоты.

## Семья
Был женат. Жена — Дербисова Гульжиян Мажитовна, 14.09.1945-21.03.2025. С конца 60-ых работала в Министерстве  цветных металлов Казахской ССР и суверенного Казахстана. На пенсию ушла с должности главного бухгалтера АО «Алтын-Алмас».
Дети: Сауле 25.08.1969 (химик, экономист)
Гульнара 04.07.1972 (врач-педиатр) 
Нурлан 03.10.1975-28.06.2004 (финансист, юрист) Был президентом АО «АТФ Лизинг». Трагически погиб в автокатастрофе. 
Имеет пятерых внуков, одного правнука. 

## Память
Установлена мемориальная доска в г. Алматы по адресу ул. Мауленова, 120 с надписью «В этом доме в 1991–2000 годах жил известный государственный и общественный деятель, бывший Министр финансов, Председатель Таможенного комитета РК, генерал-лейтенант Еркешбай Жайлаубаевич Дербисов»